# Frank E. Schwelb
Frank Ernest Schwelb (24. června 1932 – 13. srpna 2014) byl americký právník, soudce odvolacího soudu pro District of Columbia.
Frank E. Schwelb je synem československého sociálně demokratického politika Egona Schwelba. V roce 1939 odcestoval se svým otcem kvůli židovskému původu do Velké Británie. Po druhé světové válce se se svou rodinou usadil ve Spojených státech amerických.
V 60. letech byl aktivním při boji za hlasovací právo amerických černochů ve státě Mississippi. V roce 1979 jej pak Jimmy Carter jmenoval soudcem Nejvyššího soudu District of Columbia a v roce 1988 se pak stal soudcem odvolacího soudu District of Columbia.